# Dolna Wieś (Świślina)
Dolna Wieś alias „Świślina Dolna” – część wsi Świślina w Polsce, położona w województwie świętokrzyskim, w powiecie starachowickim, w gminie Pawłów.
W latach 1975–1998 Dolna Wieś administracyjnie należała do województwa kieleckiego.